# 오카니시촌
오카니시촌(陵西村)은 나라현 북서부, 기타카쓰라기군에 속해있던 촌이다. 현재의 야마토타카다시 서부에 해당한다.

## 역사
- 1889년 4월 1일 - 정촌제 시행에 의해 가쓰게군 오카니시촌이 성립하였다.
- 1897년 4월 1일 - 시키군으로 소속이 변경되었다.
- 1956년 9월 30일 - 야마토타카다시에 편입해, 동일 오카니시촌은 폐지되었다.

## 참고문헌
- 吉野民司編『帝国名望家大全』吉野民司、1895年。
- 東洋新報社編『大正人名辞典 4版』東洋新報社、1918年。
- 高木長蔵編『資産家国の光 京都府下・大阪府下・兵庫県下 大正9年3月調査』高木長蔵、1920年。
- 大和高田市史編集委員会編『大和高田市史』大和高田市、1958年。